# Новохатский, Александр Иванович
Александр Иванович Новохатский (род. 12 июня 1953, Саратов) — российский актёр, педагог и телеведущий.

## Биография
Александр Новохатский родился в Саратове 12 июня 1953 года.
Окончил театральное училище им. И. А. Слонова в 1974 году в мастерской Георгия Банникова и Риммы Беляковой.
В 1986 году окончил Воронежский Государственный институт искусств по курсу «Актёр драматического театра и кино».
Работал в Воронежском государственном театре юного зрителя, Саратовском академическом театре драмы имени И. А. Слонова и Челябинском Академическом Театре драмы им. С. М. Цвиллинга (ныне имени Наума Орлова).
С 2001 года является артистом Саратовского театра русской комедии.
С 2005 года до 1 октября 2017 Александр Иванович работает ведущим прогноза погоды на телеканале ТНТ-Саратов в программе «Новости. Телеобъектив».
Со 2 октября 2017 работает на телеканале Саратов24

## Роли в театре

### Саратовский театр русской комедии

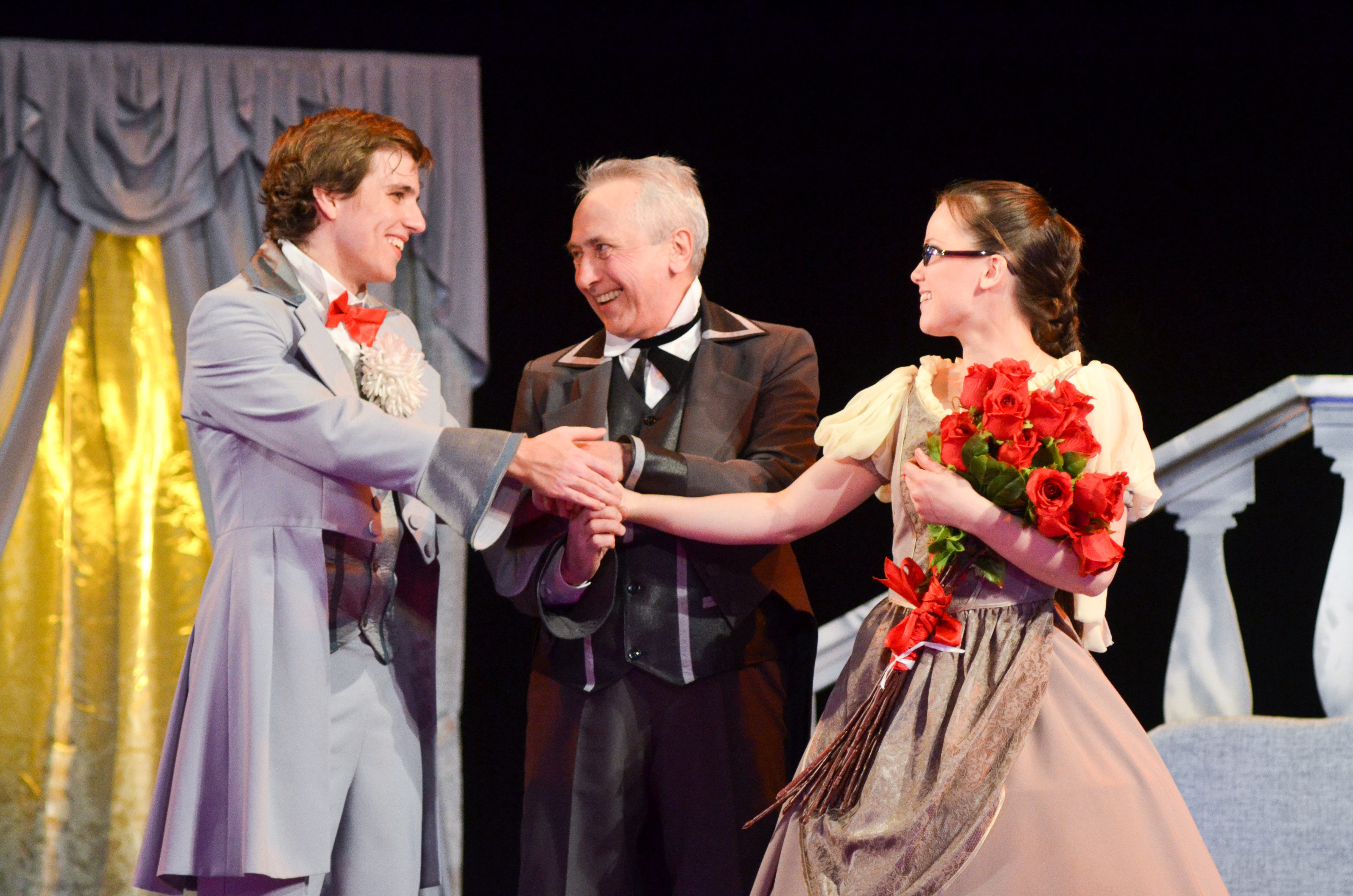
Сцена из спектакля «Беда от нежного сердца» Александр — Б. Илларионов, Золотников — А. Новохатский, Настенька — А. Грунёва

- 2007 — «Слишком женатый таксист» — Инспектор Траутон
- 2009 — «…Забыть Герострата!» — Тиссаферн, повелитель Эфеса
- 2010 — «Горько!..» — Кум
- 2011 — «Люди, звери и бананы» — Зураб
- 2012 — «Куплю пакетик разума» — Фенг и Бомж
- 2012 — «Двенадцатая ночь, или Что угодно» — Музыкант Курио
- 2013 — «Завещание обжоры» — Рейнальдо Халкомедуса
- 2015 — «Беда от нежного сердца» — Золотников Василий Петрович

## Факты
- За 10-летний период работы ведущим на канале ТНТ Новохатский провёл 2 562 выпуска передачи.  Архивная копия от 6 марта 2016 на Wayback Machine